# Auderghem
Auderghem (in olandese Oudergem) è un comune belga di 29 681 abitanti, situato nella Regione di Bruxelles-Capitale.